# マガーク効果
マガーク効果（マガークこうか、McGurk effect）は、言語音声の音韻知覚において聴覚情報と視覚情報の相互作用を示す現象の1つ。

## 概要
マガークとマクドナルド(McGurk & MacDonald 1976)は、ある音韻の発話の映像と別の音韻の音声を組み合わせて視聴すると、第三の音韻が知覚されることを初めて報告した。たとえば、「ガ（ga）」と言っている映像に、「バ（ba）」と言っている音声を組み合わせて視聴すると、「ガ」でも「バ」でもなく、「ダ（da）」と聞こえる。
この現象は矛盾した情報を脳が言語処理を行う以前の段階で自動的に統合することによって発生するため、体験者は矛盾が生じている事を意識できない。
マガーク効果は、音韻知覚が音声の聴覚情報だけで決まるのではなく、話者の口元の映像のような視覚情報など、他の感覚モダリティの情報にも影響を受けることを示しており、視聴覚情報統合の代表例となっている。海外ではMcGurk-MacDonald effectと呼ばれることもある。
マガーク効果は視覚情報と聴覚情報を矛盾させた人工的な環境によって体験できる現象であり、日常的に発生することはない。